# Сулу-Коль
Сулу́-Коль (каз. Сұлу Көл) — село у складі Байтерецького району Західноказахстанської області Казахстану. Адміністративний центр та єдиний населений пункт Сулукольського сільського округу.
У радянські часи село називалось Часниково.
Населення — 448 осіб (2021; 527 у 2009, 634 у 1999, 745 у 1989).